# Pürstenberg
Pürstenberg ist ein Gemeindeteil des Marktes Mitterfels im niederbayerischen Landkreis Straubing-Bogen.
Die Einöde liegt 3,5 Kilometer südwestlich des Ortskerns von Mitterfels. 

## Namensschreibweise
Neben Pürstenberg wurde früher auch Bürstenberg verwendet.

## Organisatorische Zuordnungen

### Kirchensprengel
Der Ort Pürstenberg ist heute der kath. Pfarrgemeinde Steinach zugeordnet. Bis 1862 war er der Pfarrei Münster (=Pfaffenmünster) zugeordnet.

### Schulsprengel
Mindestens bis 1964 gehörte der Ort zum Sprengel der Schule in Steinach.

### Post
In Postangelegenheiten war das Amt in Mitterfels bis mindestens 1885 zuständig. Spätestens ab 1900 aber war das Postamt in Steinach zuständig.

## Einwohnerentwicklung
| Jahr      | 1831 | 1835 | 1860 | 1871 | 1875 | 1885 | 1900 | 1913 | 1925 | 1950 | 1961 | 1970 | 1987 |
| --------- | ---- | ---- | ---- | ---- | ---- | ---- | ---- | ---- | ---- | ---- | ---- | ---- | ---- |
| Einwohner | 8    | 8    | 13   | 9    | 7    | 6    | 7    | 6    | 10   | 5    | 7    | 7    | 6    |

## Umwelt
Pürstenberg liegt im Landschaftsschutzgebiet Bayerischer Wald.